# Comité por un mañana constructivo
El Comité para un mañana constructivo (CFACT) es una organización sin fines de lucro fundada en 1985 que  aboga por el mercado libre como proveedor de soluciones a los problemas ambientales. De acuerdo con su declaración de misión, CFACT también busca proteger los derechos de propiedad privada, promover políticas económicas que reduzcan la contaminación y protejan la vida silvestre, y brindar una "voz alternativa en temas de medio ambiente y desarrollo".
La organización rechaza el consenso científico sobre el cambio climático.

## Personal y financiación
CFACT está gobernado por una Junta Directiva que incluye al presidente fundador David Rothbard. El personal incluye al director de comunicaciones Marc Morano y al analista de políticas  Paul Driessen, el autor de Ecoimperialismo: poder verde, muerte negra.
Los ingresos totales durante los años 2009 a 2011 han promediado alrededor de $ 3 millones, como se informa en el Formulario 990 del IRS de la organización. y su estado financiero anual auditado de 2011. En 2010, casi la mitad de la financiación de CFACT provino de Donors Trust, un fondo asesorado por donantes sin fines de lucro con el objetivo de "salvaguardar la intención de los donantes libertarios y conservadores". En 2011, CFACT recibió una subvención de $ 1.2 millones de Donors Trust, el 40% de los ingresos de CFACT ese año. Peabody Energy financió CFACT antes de su quiebra, al igual que lo hizo Murray Energy de Robert E. Murray antes de su quiebra.

## Actividades de promoción
CFACT es una organización miembro de la Cooler Heads Coalition, que rechaza la Opinión científica sobre el cambio climático, que se ha caracterizado como líder en los esfuerzos para detener AL gobierno de abordar el cambio climático. CFACT ha protestado en defensa de la exploración petrolera y en oposición al Protocolo de Kyoto. CFACT apoya la perforación del Refugio Ártico, así como la Fracturación hidráulica (fracking) en las regiones ricas en petróleo y gas natural del país.

### Colegiados para un mañana constructivo
Collegians for a Constructive Tomorrow es una rama de CFACT dirigida por estudiantes y dirigida por el director nacional Bill Gilles.

### DocumentalClimate Hustle
El documental de 2016 Climate Hustle, coescrito y presentado por Marc Morano del grupo ClimateDepot, fue producido por "CFACT Presents", con el presidente de la organización y el director ejecutivo, David Rothbard y Craig Rucker, recibiendo créditos como productor ejecutivo. Emitida en alrededor de 400 salas de Estados Unidos el 2 de mayo de 2016, la película se burla del ecologismo a través de una serie de entrevistas con negadores del cambio climático y comentarios de Morano.

### Desafío climático de Copenhague 2009
Durante la conferencia COP15 en Copenhague, CFACT organizó un evento rival en Copenhague llamado "Desafío climático de Copenhague", al que asistieron unas 50 personas.